# Lajos Zilahy
Lajos Zilahy född 27 mars 1891 i Nagyszalonta, Österrike-Ungern, död 1 december 1974 i Novi Sad, Jugoslavien, var en ungersk författare, manusförfattare och regissör.

## Verk (svenska översättningar)
- Två fångar (Két fogoly) (översättning Valdemar Langlet, Åhlén, 1933)
- Främling från Ungern (A lélek kialszik) (översättning Knut Stubbendorff, Bonnier, 1939)
- Gyllne länkar (A fegyverek visszanéznek) (översättning Arne Hägglund, Ljus, 1942)
- Slottet Ararat (The Dukays) (översättning Sven Löfgren, Natur och kultur, 1952)